# SYSLINUX
SYSLINUX Project – zestaw lekkich programów rozruchowych, służących do uruchamiania jądra Linux lub starszych systemów MS-DOS. Autorem programów jest H. Peter Anvin.
W skład projektu wchodzą:
- oryginalny SYSLINUX, używany do załadowania i uruchomienia Linux z systemu plików FAT (najczęściej stosowany do uruchamiania z dyskietek);
- ISOLINUX, używany do załadowania i uruchomienia jądra Linux z systemu plików ISO 9660 na dyskach CD-ROM;
- PXELINUX, używany do załadowania i uruchomienia jądra Linux z serwera sieciowego używając Pre-boot eXecution Environment (PXE);
- EXTLINUX, używany do załadowania i uruchomienia jądra Linux z systemów plików ext2, ext3, ext4 oraz btrfs;
- MEMDISK, używany do uruchomienia starszych systemów takich jak MS-DOS;
- dwa oddzielne systemy menu; oraz
- środowisko programistyczne dla dodatkowych modułów

SYSLINUX nie jest już używany do rozruchu systemów opartych na jądrze Linux, częściej jest używany w różnego rodzaju dyskietkach ratunkowych oraz tzw. lekkich systemach. ISOLINUX jest często używany w dystrybucjach typu LiveCD.
Niewielka komplikacja pojawia się przy uruchamianiu z dysku CD-ROM, gdyż standard El Torito posiada dwa tryby uruchamiania:
- emulacja dyskietki, w którym informacje o programie rozruchowym są pobierane z obrazu dyskietki na dysku CD-ROM – zwykle jest to obraz systemu plików FAT, w tym przypadku programem rozruchowym musi być SYSLINUX
- brak emulacji dyskietki, w którym informacje o programie rozruchowym są zapisane bezpośrednio na płycie CD-ROM (a nie w obrazie dyskietki), programem rozruchowym musi być ISOLINUX

Wybór metody uruchamiania z dysku CD-ROM jest ważny w przypadku komputerów sprzed roku 1999, gdyż ISOLINUX może wtedy powodować trudnowykrywalne błędy. W nowoczesnych komputerach (tych po 1999 roku) lepiej jest korzystać z trybu bez emulacji dyskietki, gdyż jest on szybszy.
PXELINUX jest stosowany w połączeniu z kartami sieciowymi obsługującymi PXE. Środowisko PXE korzysta z serwerów DHCP oraz BOOTP do ustawienia podstawowej komunikacji TCP/IP, następnie ściągany jest program rozruchowy poprzez TFTP. Program rozruchowy ładuje i konfiguruje jądro Linux zgodnie z poleceniami ściągniętymi z serwera TFTP.
PXELINUX najczęściej jest używane w scentralizowanej sieci z serwerem głównym oraz bezdyskowymi stacjami roboczymi.
EXTLINUX jest używany głównie jako program rozruchowy ogólnego zastosowania, podobnie jak GRUB lub LILO.